# Dicranophorus alcimus
Dicranophorus alcimus är en hjuldjursart som beskrevs av Harry K. Harring och Myers 1928. Dicranophorus alcimus ingår i släktet Dicranophorus och familjen Dicranophoridae. Inga underarter finns listade i Catalogue of Life.